# Quận Wood, West Virginia
Quận Wood là một quận nằm trong tiểu bang Tây Virginia, Hoa Kỳ. Đến năm 2000, dân số là 87.986 người. quận lỵ là Parkersburg 6. Quận Wood được thành lập năm 1798 từ phần phía tây của quận Harrison và nó đã được đặt tên theo tên James Wood, thống đốc Virginia 1796-1799.
Theo Cục điều tra dân số Hoa Kỳ, quận có tổng diện tích 377 dặm vuông (976 km ²), trong đó, 367 dặm vuông (951 km ²) là đất và 10 dặm vuông (25 km ²) của nó (2,56%) là nước.